# Íslensk málstöð
L’Íslensk málstöð est l'académie responsable de la planification et de la préservation de la langue islandaise. Cet organisme qui dépend aujourd'hui du Ministère de l'éducation, de la culture et des sciences islandais a été fondé en 1985. Son rôle officiel est de répondre aux questions concernant les caractéristiques de la langue islandaise, ainsi que de fournir des repères et des lignes directrices pour les enseignants en islandais.
Depuis 1997, cet organisme a créé une base de données sur Internet contenant 52 glossaires spéciaux utilisés et reconnus dans des domaines d'intérêt particuliers. Bien que tous ces lexiques contiennent des mots islandais, certains sont bilingues et compte en sus des termes provenant entre autres de langues telles que l'anglais, le danois, le norvégien, le suédois, l'allemand et le français. En septembre 2006, l'organisme a fusionné avec quatre autres instituts pour former le Stofnun Árna Magnússonar í íslenskum fræðum, c'est-à-dire l'« institut pour l'étude de l'islandais Árna Magnússonar ».